# Anna Lühring
Ne doit pas être confondu avec Anna Führing.
Anna Lühring (en réalité Johanna Lühring, parfois appelée à tort Lührmann), née le 3 août 1796 à Brême et morte le 25 août 1866 à Hambourg, est une femme soldat brêmoise qui combat dans l'armée prussienne opposée aux troupes de Napoléon pendant la Sixième Coalition.

## Biographie
Anna Lühring naît le 3 août 1796 à Brême. Son père Johann-Christoph Lühring est maître charpentier et sa mère se nomme Margarethe Marie Alfken ; elle a quatre frères et sœurs. Elle a 17 ans pendant l'hiver 1813 quand les cosaques et les chasseurs du Lützowsches Freikorps libèrent la ville des Français : un de ses officiers est hébergé par ses parents et raconte l'histoire d'Éléonore Prochaska qui a servi parmi eux. Fascinée, Anna décide de rejoindre ce régiment : elle quitte le 13 février 1814 sa ville natale, empruntant des vêtements d'homme à son frère. Près de Juliers, elle se présente aux autorités du corps franc sous le pseudonyme de Eduard Kruse. 

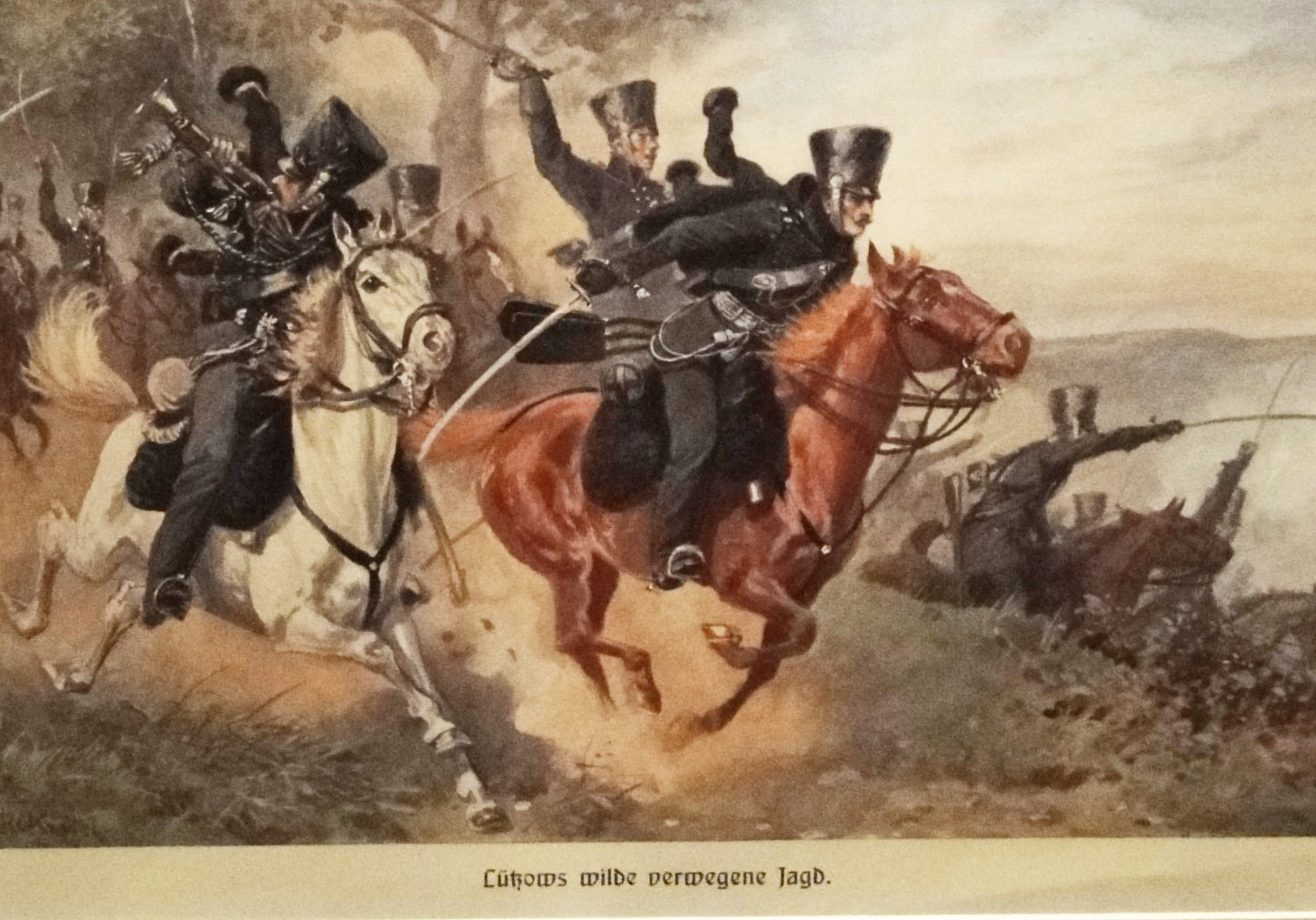
Chasseurs du corps franc Lützow, par Richard Knötel, 1900.

Affectée à la 5e compagnie du 3e bataillon, elle participe au siège de la ville de Juliers et à plusieurs escarmouches. Pendant ce temps, son père s'inquiète et prend contact avec l'officier que la famille logeait. Confondue, elle est cependant autorisée à rester dans la troupe.  
Le corps fait marche vers Berlin où il est finalement dissout. Anna Lühring y est présentée au général Blücher et à plusieurs princesses, célébrée comme une nouvelle Walkyrie. Bien que non Prussienne, elle est la première femme à recevoir la Croix de fer.  
Le 4 février 1815, lors de son retour chez ses parents — différé car son père ne lui a pas pardonné son escapade et ne veut plus accueillir une fille qu'il estime salie par la compagnie des soldats —, elle reçoit à Brême un accueil triomphal.  

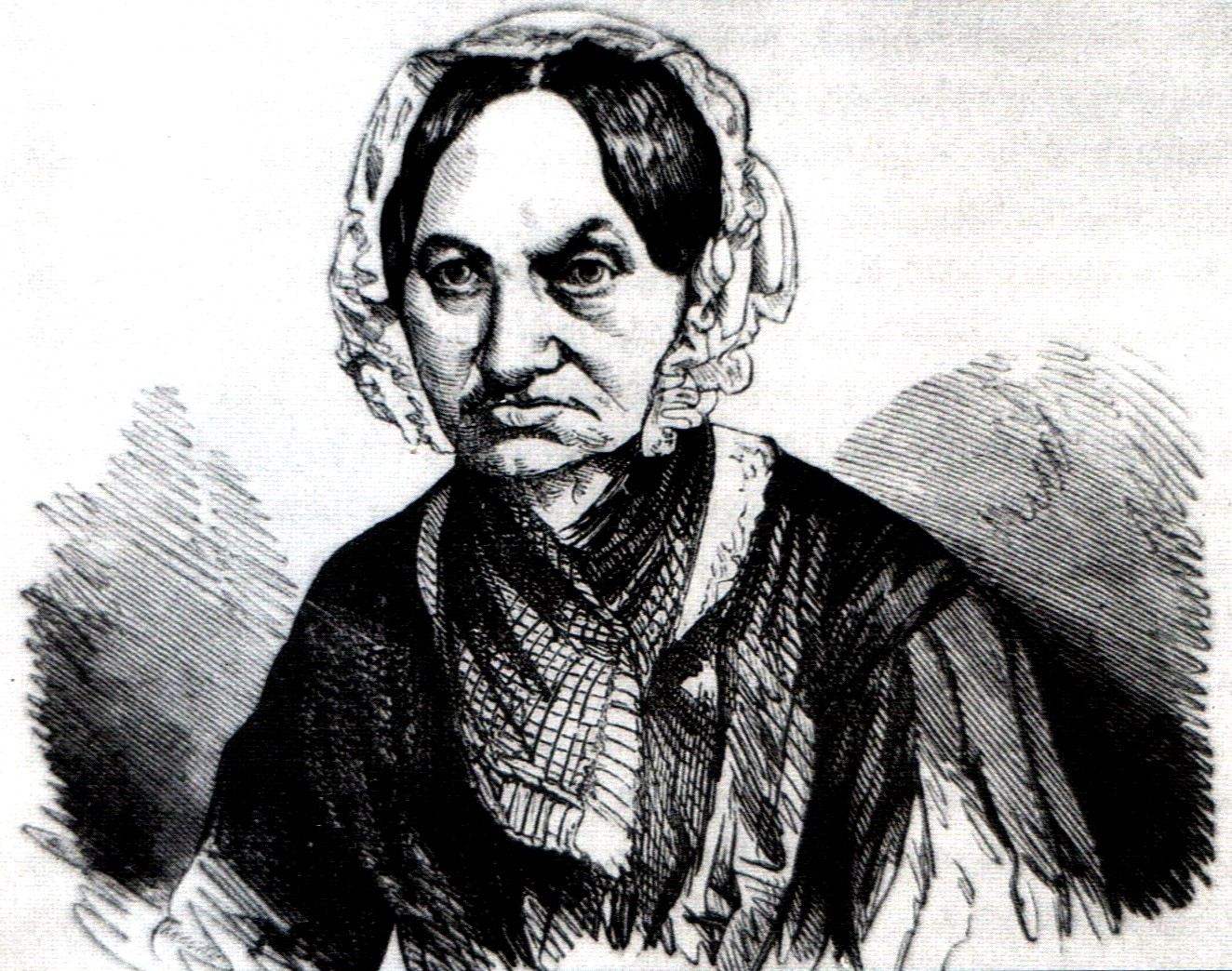
Anna Lühring à un âge avancé.

La paix revenue, elle s'installe bientôt à Hambourg où, oubliée, elle exerce un emploi modeste de vendeuse, puis de couturière. 
En 1821, elle épouse Johann Peter August Lucks, serveur et domestique d'Altona, qui devient citoyen de Hambourg en 1827. Après la mort de celui-ci en 1832  et celle en bas âge de leur enfant unique, elle vit une vie solitaire et pauvre à Horn près de Hambourg. Ce n'est qu'en 1860 qu'elle reçoit enfin une petite pension de 150 thalers par an de sa ville natale de Brême, allouée à l’instigation d'un ancien chasseur du Lützowsches Freikorps.
Elle meurt le 25 août 1866 à Horn et est inhumée dans le cimetière Alten Hammer à Hambourg-Hamm.

## Honneurs
- En 1814, le général von Tauentzien lui remet sa propre médaille commémorative de guerre pour la campagne 1813-1814 ;
- Peter Werth (aka Julius Cäsar Stülcken) lui consacre une pièce en trois actes, Die Hanseatin Anna Lühring (Hambourg, Glogau, 1915)[7] ;
- La princesse Marie-Anne-Amélie de Hesse-Hombourg, épouse du prince Guillaume de Prusse (1783-1851), lui offre une tasse en porcelaine, exposée aujourd'hui au musée Focke de Brême ;
- Elle est depuis 1938 l'éponyme d'une rue et d'un chemin de Brême (Anna-Lühring-Straße et Anna-Lühring-Weg) ;
- Le chemin Anna-Lühring-Weg à Hambourg-Horn porte son nom.

## Dans la littérature
- (de) Hermann Albert Schumacher, Zur Erinnerung an den Lützower Jäger Anna Lühring, coll. « Bremisches Jahrbuch Band 5 », 1870 (lire en ligne), p. 157–173
- (de) Bremische Biographie des neunzehnten Jahrhunderts. Herausgegeben von der Historischen Gesellschaft des Künstlervereins, Brême, Verlag Gustav Winter, 1912, p. 296
- (de) Ingeborg Grolle, Lühring, Anna, p. 236-237
- (de) Karl Ernst Hermann Krause, « Lühring, Anna », dans Allgemeine Deutsche Biographie (ADB), vol. 19, Leipzig, Duncker & Humblot, 1884, p. 622-623
- (de) Herbert Schwarzwälder, Berühmte Bremer, Munich, Paul-List-Verlag, 1976 (ISBN 3-471-78718-6), p. 62–70
- (de) Günter Beyer, Bremerin von etwas wilder Art. Wie 1815 eine junge Frau… zur patriotischen Trumpfkarte wurde, coll. « taz », 13 mai 1989, p. 29
- (de) Edith Laudowicz, Lühring, Johanne, gen. Anna, verh. Lucks', Brême, Edition Falkenberg, coll. « Frauen Geschichte(n). Bremer Frauenmuseum (Hrsg.) », 2016 (ISBN 978-3-95494-095-0)

## Liens
- VIAF
- GND